# Sebastian Schuppan
Sebastian Schuppan (* 18. Juli 1986 in Lauchhammer) ist ein ehemaliger deutscher Fußballspieler und heutiger -funktionär.

## Karriere als Spieler
Schuppan wuchs in Hohenbocka (Landkreis Oberspreewald-Lausitz) auf. Der Niederlausitzer begann seine Fußballkarriere mit sechs Jahren beim FSV Glückauf Brieske-Senftenberg und wechselte mit 15 Jahren in die Jugend des „großen Nachbarn“ Energie Cottbus. Dort durchlief er die Jugendmannschaften, bis er in der Saison 2004/05 zum ersten Mal in der ersten Mannschaft in der 2. Bundesliga eingesetzt wurde. Der Mittelfeldspieler, der auf der linken Seite spielt, gehörte im Jahr darauf zum Stamm der Mannschaft, die den Aufstieg in die erste Liga schaffte.
Schuppan, der bei Cottbus einen Vertrag bis 2008 besaß, kam allerdings zum Erstligastart nach einer Verletzung nicht in Form und spielte somit 2007/08 lediglich für die zweite Mannschaft in der Regionalliga. Daraufhin verließ er den Verein und schloss sich dem Zweitligaabsteiger SC Paderborn 07 an. Nach dem Ende der Saison 2009/10 wurde sein Vertrag in Paderborn nicht mehr verlängert. Sebastian Schuppan unterschrieb daraufhin für die Saison 2010/11 bei Dynamo Dresden in der 3. Liga und erreichte mit dem Verein den Aufstieg in die 2. Bundesliga.
Nach dem Abstieg im Jahre 2014 wechselte Schuppan zu Arminia Bielefeld. Mit den Bielefeldern stieg er ein Jahr später in die 2. Bundesliga auf. Sein 2017 endender Vertrag wurde nicht verlängert. Daraufhin schloss sich Schuppan den Würzburger Kickers an, bei denen er einen Vertrag bis 2019 unterschrieb. Zur Saison 2018/19 wurde Schuppan auch Mannschaftskapitän der Würzburger und er verlängerte seinen Vertrag im Januar 2019 bis zum 30. Juni 2020 – mit der Option auf eine weitere Spielzeit. Mit den Kickers gelang ihm in der Saison 2019/20 der vierte Aufstieg in die 2. Bundesliga mit dem vierten Verein. Mit seinem Elfmetertor in der Nachspielzeit zum 2:2-Ausgleich gegen den Halleschen FC am letzten Spieltag der Saison war er es, der das Tor für den Aufstieg der Unterfranken erzielte.
Nach dieser Aufstiegssaison beendete der inzwischen 34-jährige Schuppan seine aktive Karriere.

## Karriere als Funktionär
Am 17. November 2020 übernahm Schuppan bei den Würzburger Kickers neben dem bisher alleinigen Vorstand und nunmehrigen Vorstandsvorsitzenden Daniel Sauer die neu geschaffene Position des Sportvorstands. Am 2. April 2021 trennte sich der Verein nach Michael Schiele und Marco Antwerpen auch von Bernhard Trares, dem dritten Cheftrainer in dieser Spielzeit. Interimstrainer der abgeschlagen auf dem letzten Platz der 2. Bundesliga stehenden Mannschaft wurde der Cheftrainer des Nachwuchsleistungszentrums, Ralf Santelli, den Schuppan neben seiner Tätigkeit als Sportvorstand als Co-Trainer unterstützte. Am Saisonende stieg die Mannschaft als Tabellenletzter in die 3. Liga ab. Zur Saison 2021/22 verpflichtete Schuppan Torsten Ziegner als neuen Cheftrainer. Nach einem Fehlstart mit einem Sieg, 4 Unentschieden und 6 Niederlagen trennte sich der Verein Anfang Oktober 2021 auf dem vorletzten Platz stehend von Ziegner. Zudem berief der Aufsichtsrat Schuppan als Sportvorstand ab und einigte sich mit ihm auf eine Beendigung der Zusammenarbeit.
Im November 2023 gab RB Leipzig die Verpflichtung von Schuppan bekannt. Er soll Sportdirektor Rouven Schröder als „Referent Sport“ in den Aufgabengebieten Kaderplanung, Scouting und Akademie unterstützen.

## Titel / Erfolge
- Aufstieg in die 1. Bundesliga 2006 mit Energie Cottbus
- Aufstieg in die 2. Bundesliga 2009 mit SC Paderborn
- Aufstieg in die 2. Bundesliga 2011 mit Dynamo Dresden
- Aufstieg in die 2. Bundesliga 2015 mit Arminia Bielefeld
- Aufstieg in die 2. Bundesliga 2020 mit den Würzburger Kickers